# Debaixo do Bulcão
Debaixo do Bulcão é um projecto editorial alternativo, sem fins lucrativos, criado em Almada, Portugal, em dezembro de 1996. Tem como atividade principal a publicação de um fanzine de texto e imagem, intitulado Debaixo do Bulcão poezine. Trata-se de uma publicação periódica, de distribuição grátis e aberta a colaborações.

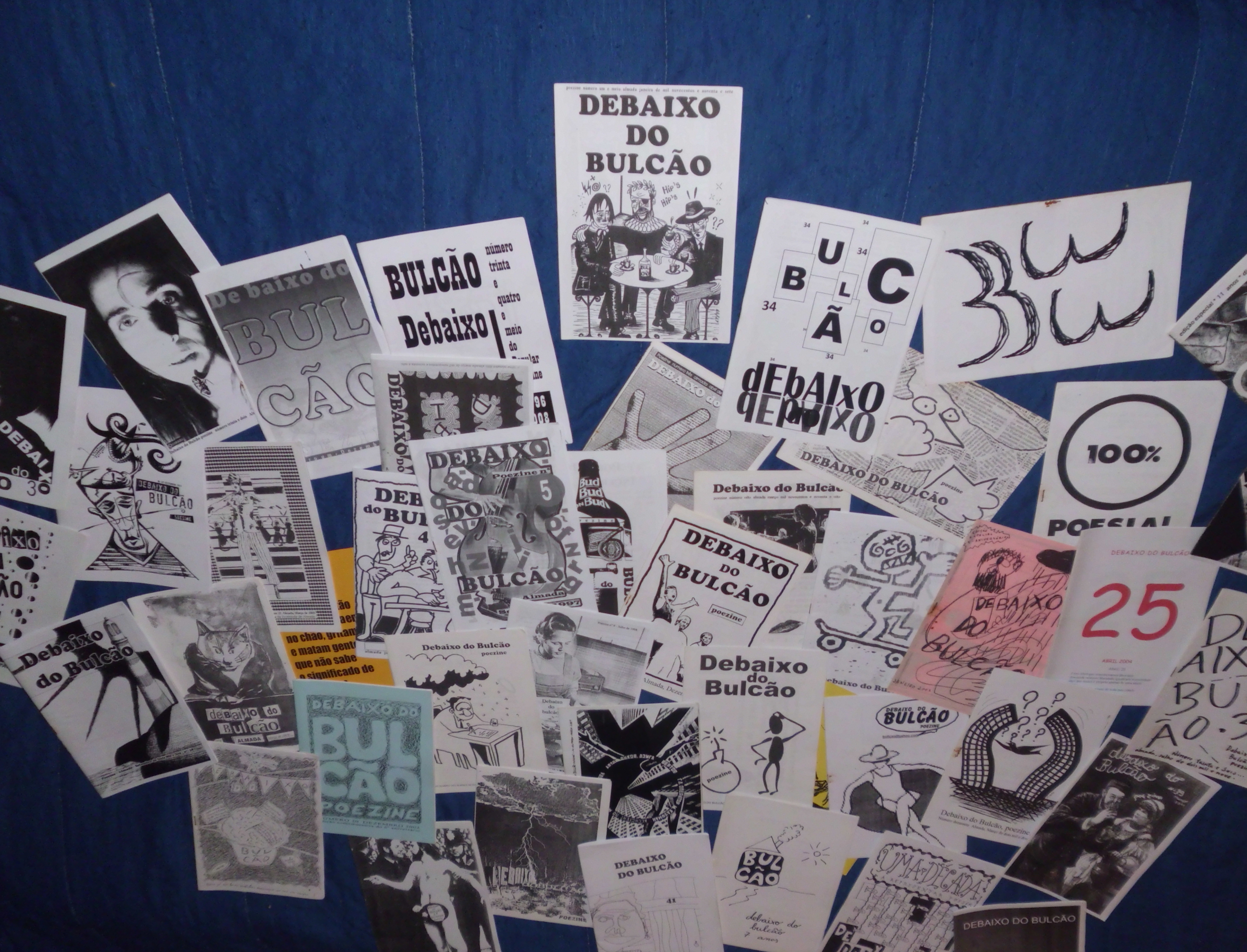
Edições do fanzine Debaixo do Bulcão

## História
O projecto Debaixo do Bulcão nasceu por iniciativa de um grupo de jovens artistas frequentadores da Casa Municipal da Juventude "Ponto de Encontro", em Cacilhas, Almada. A primeira publicação, Debaixo do Bulcão poezine n.º1, foi lançada no decorrer da edição de 1996 da Feira Internacional do Fanzine, evento organizado pela Câmara Municipal de Almada entre 1993 e 2008.
O colectivo fundador, associação informal sem fins lucrativos, assumiu como objectivo principal a publicação regular de um fanzine de poesia e imagem, aberto à colaboração de todos os interessados, sem critérios de qualidade pré-estabelecidos. A publicação seria de distribuição grátis e periodicidade bimestral. 

### Edições e distribuição
Entre 1996 e 1999, foi publicado de forma ininterrupta, tendo em Janeiro de 1999 o número final dessa primeira série. Reapareceu, com lançamentos esporádicos, em Março de 2000 e com três números em 2001. Mas só retomou a publicação periódica em 2002, já trimestral, até 2004. Seguiu-se novo hiato, reaparecendo entre 2006 e 2009, depois entre 2010 e 2011. A série actual teve início em Dezembro de 2016, por ocasião do vigésimo aniversário do projecto.
Destinado inicialmente à divulgação de jovens autores, com incidência em Almada e na Área Metropolitana de Lisboa, foi alargando o seu leque de colaboradores. A partir de 2006 passou a contar com a presença assídua de autores brasileiros e, mais tarde, também angolanos.
Diversificou também os pontos de distribuição fixos, passando desde 2016, a estar disponível nas cidades de Almada, Porto, Póvoa de Varzim e Vila Franca de Xira.  

### Actividade complementar
Paralelamente à edição, o grupo fundador assumiu a responsabilidade de desenvolver trabalho noutras áreas artísticas. Assim, entre Janeiro e Março de 1997, integrou o Projecto 1, colectivo multidisciplinar que iria preparar um espectáculo de teatro apresentado na Quinzena da Juventude de Almada: Auto dos Pastores Brutos, adaptação da obra homónima de Santiago Prezado. A colaboração desfez-se pouco depois. O Projecto 1 deu origem ao grupo de teatro A Lente - Teatro de Aumentar, conforme enunciado no livro A Cidade do Teatro (edição Câmara Municipal de Almada e grupos de teatro do Concelho, coordenado por Sarah Adamopoulos, Novembro de 2016) na página 189.
Em Janeiro de 1997, o colectivo Debaixo do Bulcão afixou cartazes com poemas nas paredes da cidade de Almada, no que foi a primeira das actividades complementares à edição. Em Março desse ano, no âmbito do Projecto 1, colocou frases e slogans poéticos em diversos pontos da cidade, com recurso aos suportes papel e ráfia. Participou em quinzenas da juventude de Almada com dois espectáculos de rua, criados para as edições de 1998 e 2008. Foi uma das associações informais que dinamizou a actividade cultural do Ponto de Encontro - Casa Municipal da Juventude, ali organizando exposições, instalações artísticas, concertos com bandas da então chamada "música moderna". Participou na Festa Amarela, actividade multicultural do Centro Cultural Juvenil de Santo Amaro (Laranjeiro), edições de 2001 e 2002. Organizou, em 2002, um festival de artes, intitulado Bulcão Master Festival, que decorreu durante uma semana em vários locais da cidade de Almada, para assinalar o 6.º aniversário da publicação. Apresentou recitais de poesia no Seixal, a convite da Associação Move-a-Mente, em 2003 e 2004 e na Festa do Avante! de 2003. Foi presença assídua na dinamização cultural dos espaços Café com Letras e, posteriormente, Sabor&Art, em Cacilhas. Esteve presente em duas edições do ZineFest.pt, no Porto, em 2016 e 2017, com banca de publicações, exposição documental em 2016 e instalação artística em 2017. Em 2020, foi feita uma campanha de financiamento coletivo para finanziar o fanzine.